# Коломбот
Коломбот (фр. Colombotte) насеље је и општина у источној Француској у региону Франш-Конте, у департману Горња Саона која припада префектури Везул.
По подацима из 2011. године у општини је живело 62 становника, а густина насељености је износила 14,25 становника/km². Општина се простире на површини од 4,35 km². Налази се на средњој надморској висини од 290 метара (максималној 376 m, а минималној 272 m).

## Демографија
| 1962. | 1968. | 1975. | 1982. | 1990. | 1999. | 2011. |
| ----- | ----- | ----- | ----- | ----- | ----- | ----- |
| 43    | 53    | 43    | 37    | 49    | 48    | 62    |

График промене броја становника у току последњих година